# Nærmere deg, min Gud
"Nærmere deg, min Gud" é um single natalino dos cantores noruegueses Espen lind e Ingebjørg Bratland, lançado em 2018.

## Lançamento
Em outubro de 2018, Espen saiu em uma turnê com a cantora Ingebjørg Bratland, como parte de um projeto de novos arranjos, compostos por ele, para antigos hinos noruegueses. As apresentações ocorreram em igrejas e catedrais na Noruega, com a participação de outros músicos.
O single do popular hino "Nærmere deg, min Gud" foi lançado digitalmente em dezembro de 2018 para o Natal na Noruega (o título significa "Mais perto de você, meu Deus"). Ele ainda trouxe uma segunda faixa, intitulada "Opna deg, hjarte!" (Abra-te, coração!).
O compacto antecipou o lançamento do álbum Til alle tider dos dois cantores, que saiu no ano seguinte.

## Single Digital
- Internacional

1. "Nærmere deg, min Gud" (3:18)
2. "Opna deg, hjarte!" (2:54)